# Железопътна мрежа на България
Железопътната мрежа в Република България се състои от три самостоятелни жп мрежи:
- мрежа за движение на междуселищни жп превозни средства,
- трамвайна мрежа в София,
- мрежа на метрополитена в София.

Общата дължина на всички жп линии в експлоатация в България е 4423 километра.
- 52 километра метрополитенови линии[1]
- 308 километра трамвайни линии[2]

- 4072 километра влакови линии[3]

## Влакови линии
Съгласно „Наредбата за категоризация на железопътните линии в Република България“ железопътните линии се делят на следните категории:
- железопътни магистрали;
- железопътни линии първа категория;
- железопътни линии втора категория;
- железопътни линии трета категория.

| №    | Преминава през                                                 | Гари | Спирки | км  | Екектрификация                      | Състояние |
| ---- | -------------------------------------------------------------- | --- | --- | --- | ----------------------------------- | --- |
| 1    | Калотина-запад – Свиленград                                    | гари - Калотина – запад - Калотина - Драгоил - Драгоман - Алдомировци - Сливница - Петърч - Костинброд - Волуяк - София - Подуяне – пътническа - Искър - Казичене - Елин Пелин - Вакарел - Веринско - Ихтиман - Костенец - Белово - Септември - Пазарджик - Огняново - Стамболийски - Тодор Каблешков - Пловдив - Пловдив – разпределителна - Крумово - Катуница - Поповица - Първомай - Караджалово - Ябълково - Димитровград - Нова Надежда - Симеоновград - Харманли - Любимец - Свиленград | спирки - сп. Умляк - сп. Драгоман - сп. Сливница - сп. Костинброд - Обеля - Връбница - Надежда - Подуяне разпределителна – среден район - Смирненски - Верила - Побит камък - сп. Вакарел - Прелез Живково - Живково - Стамболово - Немирово - Момин проход - Бойка - Сестримо - Момина клисура - Благой Захариев - Ковачево - Звъничево - Мокрище - Синитово - Хаджиево - Кадиево - Прослав - Ягодово - Кочево - Садово - Чешнегирово - Виница - Скобелево - Сталево - Крум - Строител - Димитровград-юг - Черногорово - Константиново - Преславец - Бисер - сп. Свиленград | 356 | да                                  | удвоена Волуяк – Крумово, Катуница – Поповица                                                                |
| 11   | Калотина – Станянци                                            | гари - Калотина - Станянци | спирки - Калотина - Балан - Беренде извор - Беренде - Чепърлянци - Разбоище - Връдловци | 16  | не                                  | без пътническо движение                                                                                      |
| 12   | Алдомировци – мина Бели брег                                   | гари - Алдомировци - Бели брег | спирки - Извор - Миньор - Драготинци - Бели брег | 11  | не                                  | без пътническо движение                                                                                      |
| 13   | София – Банкя                                                  | гари - (София) - Волуяк - Банкя | спирки - (Надежда) - (Връбница) - (Обеля) - Божурище - Иваняне | 11  | да                                  | |
| 14   | Софийска околовръстна жп линия                                 | | |     | не                                  | без пътническо движение, недемонтирана в участъка Подуяне – ВТУ „Т. Каблешков“ и Биримирци - Волуяк          |
| 15   | Вакарел – мина Чукурово                                        | гари - Вакарел - Чукурово | спирки - Брънковци - Раздолци | 13  | не                                  | маневрен район „Чукурово“, закрита за експлоатация                                                           |
| 16   | Септември – Добринище (междурелсие 760 mm)                     | гари - Септември (теснолинейна) - Варвара - Долене - Костандово - Велинград - Цветино - Аврамово - Якоруда - Белица - Разлог - Банско - Добринище | спирки - Пампорово - Марко Николов - Цепина - Велинград-Юг - Острец - Света Петка - Смолево - Черна Места - Юруково - Дагоново - Генерал Ковачев - Гулийна Баня - Свети Георги | 125 | не                                  | |
| 17   | Пазарджик – Варвара (междурелсие 760 mm)                       | гари - Пазарджик (междурелсие 760 мм) - Варвара | спирки - Ляхово - Ветрен дол | 17  | не                                  | закрита и демонтирана                                                                                        |
| 18   | Стамболийски – Пещера                                          | гари - Стамболийски - Кричим - Брацигово - Пещера | спирки - Куртово конаре - Козарско - Бяга | 28  | не                                  | |
| 19   | Крумово – Асеновград                                           | гари - Крумово - Асеновград | спирка - Маврудово | 10  | да                                  | |
| 2    | София – Горна Оряховица – Варна                                | гари - София - София-север - Илиянци - Курило - Реброво - Своге - Бов - Лакатник - Разделен Пост Левище - Елисейна - Зверино - Мездра-юг - Мездра - Брусен, Ослен, Синьо бърдо, Струпец - Роман - Кунино - Червен бряг - Телиш - Горни Дъбник - Долни Дъбник - Ясен - Плевен-запад - Плевен - Пордим - Левски - Бутово - Павликени - Разделен Пост Лесичери - Ресен - Поликраище - Горна Оряховица - Джулюница - Стражица - Славяново - Попово - Дралфа - Търговище - Разделен Пост Надарево - Хан Крум - Шумен - Мътница - Каспичан - Провадия - Синдел - Разделна - Повеляново - Белослав - Езерово - Тополите - Разделен Пост Варна-запад - Варна             | спирки - Кумарица - Ромча - Владо Тричков - Луково - Томпсън - Орлин - Желен - Церово - Балкан - железопътна школа - Оплетня - Пролет - Оселна - Черепиш - Люти брод - Ребърково - Горна крета - Брусен - Ослен - Синьо бърдо - Струпец - Радовене - Карлуково - Реселец - Рупци-север - Хумата - Гривица - Одърне - Каменец - Градище - Михалци-Стамболово - Русаля-Дичин - Честово - Козаревец - Кесарево - Асеново - Горица - Медовина - Светлен - Караджата - Стамо Костов - Голямо ново - Подгорица - Здравец - Въбел - Васил Левски - Ловец - Кочово - Дивдядово - Тракия - Мадара - Калугерица - Невша - Равна - Венчан - Добрина - Солна мина - Житница - Царевци - Тръстиково - Химик - Страшимирово - Моряк - сп. Езерово - сп. Варна | 544 | да                                  | удвоена (без участъка Ресен – Поликраище – Горна Оряховица)                                                  |
| 21   | Червен бряг – Оряхово (междурелсие 760 mm)                     | гари - Червен бряг - Койнаре - Бреница - Кнежа - Бяла Слатина - Алтимир - Липница - Мизия - Оряхово | спирки - Чомаковци - Лазарово - Бърдарски геран - Бяла Слатина - Търнава - Галиче - Крушовица - Войводово - Сараево - Оряхово | 102 | не                                  | закрита и демонтирана                                                                                        |
| 22   | Червен бряг – Златна Панега                                    | гари - Червен бряг - Луковит - Златна панега | спирки - Рупци - Радомирци - Луковит - Тодоричене - Петревене - Румянцево | 33  | не                                  | без пътническо движение                                                                                      |
| 23   | Ясен – Черквица                                                | гари - Ясен - Долна Митрополия - Сомовит - Черквица | спирки - Чифлик - Божурица - Подем - Комарево - Крета - Милковица - Долни Вит | 43  | не                                  | |
| 24   | Свищов – Троян                                                 | гари - Свищов - Ореш - Разделен Пост Морава - Левски - Летница - Дойранци - Ловеч-север - Ловеч - Троян | спирки - Елит - Драгомирово - Червена - Асеновци - Чавдарци - Александрово - Драсов - Йоглав - Умаревци - сп. Ловеч - сп. Ловеч-юг - Козачево - Хлевене - Абланица - Лешница - Ломец - Добродан - Калейца | 130 | не                                  | |
| 24.1 | Ореш – Белене                                                  | гари - Ореш - Белене | спирки - Татари - Деков | 12  | не                                  | без пътническо движение                                                                                      |
| 25   | Левски – Троян                                                 | гари - Левски - Летница - Дойранци - Ловеч-север - Ловеч - Троян | спирки - Асеновци - Чавдарци - Александрово - Драсов - Йоглав - Умаревци - сп. Ловеч - сп. Ловеч-юг - Козачево - Хлевене - Абланица - Лешница - Ломец - Добродан - Калейца | 83  | не                                  | |
| 26   | Шумен – Комунари                                               | гари - Шумен - Смядово - Комунари | спирки - Дибич - Радко Димитриево - Ивански - Бял бряг - Желъд - Арковна - Партизани | 50  | да                                  | |
| 27   | Хан Крум – Велики Преслав                                      | гари - Хан Крум - Преслав | – | 6   | деелектрифицирана                   | без пътническо движение, маневрен район „Преслав“                                                            |
| 28   | Каспичан – Нови пазар                                          | гари - Каспичан - Нови пазар | – | 5   | деелектрифицирана                   | без пътническо движение, маневрен район „Каспичан“                                                           |
| 29   | Повеляново – РП Разделна – Кардам – Кардам – граница с Румъния | гари - Разделна - Девня - Суворово - Вълчи дол - Добрич - Добрич-север - Кардам | спирки - Кипра - Чернево - Ген. Киселово - Оборище - Ботево - Дончево - Победа - Ген. Колево - Равнец - Ген. Тошево | 111 | да – участък Разделна – Девня       | |
| 3    | Илиянци – Карлово – Варна-фериботна                            | гари - Илиянци - Световрачене - Кремиковци - Яна - Мусачево - Столник - Саранци - Макоцево - Долно Камарци - Мирково - Златица - Пирдоп - Антон - Копривщица - Стряма - Клисура - Христо Даново - Иганово - Сопот - Карлово - Ботев - Калофер - Тъжа - Сахране - Дунавци - Казанлък - Черганово - Тулово - Дъбово - Николаево - Гурково - Твърдица - Шивачево - Чумерна - Гавраилово - Чинтулово - Сливен - Таню войвода - Жельо войвода - Зимница - Стралджа - Церковски - Карнобат - Лозарево - Подвис - Ведрово - Завет - Люляково - Дъскотна - Търнак - Разделен Пост Струя - Аспарухово - Комунари - Дългопол - Величково - Юнак - Синдел - Варна-фериботна | спирки - Кубратово - Негован - Локорско - Ботунец - Горна Малина - Негушево - Чеканчево - Макоцево - Буново - Мирково - Челопеч - Розино - Кърнаре - Анево - Свежен - Осетеново - Манолово - Търничени - Габарево - Павел баня - Голямо Дряново - Ветрен - Сборище - Орешак - Селиминово - Таньо войвода - Атолово - Невестино - Вълчин - Климаш - Прилеп - Завет - Листец - Дропла - Каравельово - Боряна - Нова Шипка | 484 | да                                  | удвоени участъци Тулово – Дъбово, Зимница – Лозарево, Прилеп – Люляково, Струя – Аспарухово, Комунари – Юнак |
| 31   | Световрачене – Курило                                          | гари - Световрачене - Курило | – | 5   | да                                  | |
| 32   | Кремиковци – Яна – Столник – Мусачево                          | гари - Кремиковци - Ботунец - Яна - Разделен Пост Мусачево | – | 23  | да                                  | |
| 33   | Столник – Казичене                                             | гари - Столник - Разделен пост Мусачево - Казичене | спирка - Равно поле | 16  | да                                  | |
| 34   | Юнак – Старо Оряхово                                           | гари - Юнак - Горен чифлик - Долни чифлик - Старо Оряхово | спирки - Камчия - Дъбравино - Пчелник | 24  | не                                  | закрита и демонтирана                                                                                        |
| 4    | Русе – Подкова                                                 | гари - Русе – разпределителна - Русе - Долапите - Иваново - Две могили - Борово - Моруница - Бяла - Полски Тръмбеш - Петко Каравелово - Янтра - разделен пост Акация - Горна Оряховица - Горна Оряховица-разпределителна - Самоводене - Велико Търново - Дебелец - разделен пост Соколово - Дряново - Царева ливада - Трявна - Плачковци - Кръстец - Радунци - Дъбово - Тулово - Змейово - Стара Загора - Михайлово - Меричлери - Димитровград-север - Димитровград - Хасково - Книжовник - Мост - Кърджали - Момчилград - Подкова | спирки - Русе товарна-сп. - Божичен - Кошов - Батишница - Стърмен - Полско Косово - Раданово - Полски Сеновец - Куцина - Крушето - Правда - Трапезица - Дълга Лъка - Ганчовец - Дряново-спирка - Бачо Киро - Стайновци - Божковци - Радевци - Бъзовец - Борущица - Яворовец - Ягода - Еленино - Християново - Димитриево - Гита - Меричлери-спирка - Бряст - Узунджово - Стамболийски - Малево - Царева поляна - Маслиново - Добриново - Мъдрец - Перперек - Калоянци - Средна Арда - Звезделина - Широко поле - Момина скала - Желязна врата - Глухар - Джебел - Горско Дюлево - Птичар - Рогозче | 415 | не – участък Димитровград – Подкова | |
| 41   | Горна Оряховица – Елена                                        | гари - Горна Оряховица - Лясковец - Златарица - Елена | спирки - сп. Горна Оряховица–град - км „10+000“ - Драгижево - Церова кория - Капиново - Миндя - сп. „Златарица“ - сп. Ст. Попов - Боаза | 43  | не                                  | Маневрен район „Лясковец"; закрита в участък Лясковец - Елена                                                |
| 42   | Царева ливада – Габрово                                        | гари - Царева ливада - Габрово | спирки - Стойчевци - Съботковци - Иванковци | 17  | да                                  | |
| 5    | София – Кулата                                                 | гари - София - Захарна фабрика - Горна баня - Владая - Драгичево - Перник-разпределителна - Перник - Кракра - Батановци - Радомир - Долни Раковец - разделен пост Гълъбник - Делян - Дяково - Дупница - Бобошево - Кочериново - Благоевград - Симитли - Черниче - Пейо Яворов - Кресна - Струмяни - Сандански - Дамяница - Генерал Тодоров - Кулата | спирки - Зерленика - Даскалово - Метал - Бела вода - Копаница - Кошарите - Кондофрей - Чуковец - Марек - Яхиново - сп. Дупница - Джерман - Коста Петров - Усойка - Мурсалево - Бело поле - сп. Благоевград - Железница - Стара Кресна - сп. Кресна - Градешница - Плоски - Марикостино - Марино поле | 209 | да                                  | удвоена в участъците София – Захарна фабрика, Перник-разпределителна – Перник, Батановци – Радомир           |
| 51   | Дупница – каменовъглена мина „Бобов дол“                       | гари - Дупница - Големо село - Бобовдол | спирки - Мало село - Мламолово - Баковица | 18  | да                                  | без пътническо движение                                                                                      |
| 52   | Генерал Тодоров – Петрич                                       | гари - Ген. Тодоров - Петрич | спирки - Рупите - Мулетарово | 8   | да                                  | |
| 53   | Кочериново – Рилски манастир (междурелсие 600 мм)              | гари - Кочериново - Бараково - Рила - Неофит Рилски - Ж. Демиревски - Елешница - Бричибор - Рилски манастир | спирки - Струма - Поромино - Стоб - Орлица - Пастра - Водна спирка - Ягнило | 36  | не                                  | закрита и демонтирана                                                                                        |
| 6    | Волуяк – Гюешево                                               | гари - Волуяк - Храбърско - Разменна - Батановци - Радомир - разделен пост Александър Димитров - Земен - Ръждавица - разделен пост Копиловци - Кюстендил - Гюешево | спирки - Бригадир - Хераково - Златуша - Бригадирска слава - сп. Разменна - Радуй - Прибой - Дебели лак - Егълница - Калища - Жабляно - Кариера Скакавица - Скакавица - Шишковци - Соволяно - Мазарачево - Кършалево - Джодевица - Церовица - Леска - Кутугерци - Долно село - Преколница | 134 | да – участък Волуяк – Радомир       | |
| 61   | Разменна – Перник-разпределителна – Кракра – Батановци         | гари - Разменна - Витановци - Батановци | – | 17  | да                                  | |
| 7    | Мездра – Бойчиновци – Брусарци – Видин                         | гари - Мездра - Руска бяла - Враца - Бели извор - Криводол - Ракево - Бойчиновци - Мърчево - Медковец - Брусарци - Дреновец - Разд. Пост Воднянци - Орешец - Димово - Срацимир - Видбол - Видин-тов. - Видин | спирки - Моравица - сп. Враца - Власатица - Палилула - Охрид - Габровница - Долно Церовене - Дъбова махала - Карбинци - Скомля - Белашица - Макреш - Жеглица - Синаговци-Гурково - Слана бара | 181 | да                                  | удвоена в участъка Руска бяла – Враца                                                                        |
| 71   | Бойчиновци – Берковица                                         | гари - Бойчиновци - Монтана - Берковица | спирки - Ерден - Благово - Боровци - Бокиловци | 38  | да                                  | |
| 72   | Брусарци – Лом                                                 | гари - Брусарци - Лом | спирки - Крива бара - Василовци - Сталийска махала - Трайково - Момин брод | 22  | да                                  | |
| 73   | Видин – Кошава                                                 | гари - Видин - разделен пост Капитановци - Кошава | спирки - Покрайна - Златен рог | 27  | не                                  | без пътническо движение                                                                                      |
| 8    | Пловдив – Бургас                                               | гари - Пловдив - Тракия - Скутаре - Маноле - Белозем - Оризово - Черна гора - Чирпан - Свобода - Михайлово - Калояновец - Стара Загора - Калитиново - Хан Аспарух - Нова Загора - Коньово - Кермен - Безмер - Ямбол - Завой - Зимница - Стралджа - Церковски - Карнобат - Черноград - Айтос - Българово - Дружба - Долно Езерово - РП Лозово - Бургас разпред. - Владимир Павлов - Бургас | спирки - Опълченец - Спасово - Самуилово - Християново - Еленино - Горно Ботево - Плоска могила - Бозаджии - Глумче - Кликач - Тополица - Карагеоргиево - Малка поляна - Каменни кариери - Камено - Тов. гара Бургас | 294 | да                                  | удвоена в участъците Пловдив – Скутаре, Михайлово – Стара Загора, Кермен – Ямбол, Зимница – Бургас           |
| 81   | Филипово – Панагюрище                                          | гари - Филипово - Съединение - Панагюрище | спирки - Царацово - Бенковски - Тополов дол - Овчеполци - Цар Асен - Смилец - Дюлево - Стрелча | 71  | не                                  | |
| 82   | Филипово – Карлово                                             | гари - Филипово - Труд - Граф Игнатиево - Калояново - Долна махала - Баня - Карлово | спирки - Чернозем - Горна махала - Иван Вазово - Песнопой - Светлина - Отдих - Дъбене | 60  | да                                  | |
| 82.1 | Долна махала – Хисаря                                          | гари - Долна махала - Хисаря | спирка - Черничево | 15  | да                                  | |
| 83   | Нова Загора – Симеоновград                                     | гари - Нова Загора - Раднево - Любеново-предав. - Гълъбово - Симеоновград | спирки - Марица - Техникум - Графитово - Пясъчево - Любеново - Расиманово - Любенова махала | да  | да                                  | |
| 84   | Ямбол – Елхово                                                 | гари - Ямбол - Тенево - Елхово | спирки - сп. „Георги Дражев“ - Ханово - Маломир - сп. „Тунджа“ - Бояново - Кирилово | 43  | не                                  | без пътническо движение, маневрен район „Ямбол–юг“                                                           |
| 85   | Долно Езерово – Дебелт                                         | гари - Долно Езерово - Вая - Равнец - Дебелт | – | 22  | не                                  | без пътническо движение                                                                                      |
| 86   | Владимир Павлов – Сарафово – Поморие                           | гари - Владимир Павлов - Сарафово - Поморие | – | 16  | не                                  | без пътническо движение, демонтирана в участъка Сарафово – Поморие                                           |
| 9    | Русе – Самуил – Каспичан                                       | гари - Русе-разпред. - Образцов чифлик - Ястребово - Ветово - Сеново - Просторно - Разград - Самуил - Висока поляна - Хитрино - Плиска - Каспичан | спирки - Червена вода - Кривня - Раковски - Ясеновец - Байково - Каменяк - Велино - Златна нива | 137 | да                                  | |
| 91   | Самуил – Силистра                                              | гари - Самуил - Исперих - Дулово - Силистра | спирки - Хърсово - Голяма вода - Богданци - Бърдоква - Голям Поровец - Китанчево - Тодорово - Безименна - Руйно - Черник - Межден - Климатично училище - Алфатар - Бръчма - Калипетрово | 112 | не                                  | |
| 92   | Каспичан – Тодор Икономово (междурелсие 600 mm)                | гари - Каспичан - Нови пазар - Стоян Михайловски - Жилино - Църквица - Хърсово - Ружица - Вълнари - Кус - Тодор Икономово - Каолиново | спирки - Войвода - Могила - Долина | 72  | не                                  | закрита и демонтирана                                                                                        |